# Jardins del Doctor Pla i Armengol
Els jardins del Doctor Pla i Armengol o de Can Ravetllat estan situats al barri del Guinardó de Barcelona

## Història i descripció
Es troben en una finca que acollia l'Institut Ravetllat-Pla, un centre d'investigació contra la tuberculosi fundat el 1919 pel veterinari Joaquim Ravetllat i Estech i el metge Ramon Pla i Armengol. La reforma de la casa i la creació dels jardins van anar a càrrec de l'arquitecte Adolf Florensa (1927-1930). Aquests van ser inaugurats com a parc públic el 15 de desembre del 2019, que va comportar un cost de 8,6 milions d'euros.
Els jardins tenen una extensió de 36.718 m² i s'estructuren en tres sectors diferenciats: el jardí noucentista; la zona dels antics estables, on després de la rehabilitació del conjunt, s'ha instal·lat un amfiteatre, una plaça verda, un mirador i una zona de jocs infantils; i l'espai sud-est, on es troben els horts urbans i els espais per a la promoció de la biodiversitat (basses amb substrats naturals), d'accés restringit. Tambñe hi ha diverses peces de mobiliari urbà: 55 bancs, 40 cadires i 16 pedres de formigó per seure al sotabosc.
L'antic jardí noucentista estava dividit també en diversos sectors: el jardí d'entrada, presidit per una font monumental amb una figura de Venus; el jardí-bosc, poblat d'oliveres; el jardí domèstic, a la façana posterior de la casa, que incloïa un jardí-hort i una font noucentista; i el jardí corporatiu, enfront de la porta dels antics laboratoris, que inclou l'estàtua d'un cavall, el signe distintiu de l'activitat de l'Institut. Les principals espècies vegetals eren els garrofers, els tarongers, les oliveres i la vinya.
Cal remarcar el conjunt d'escultures repartides pels jardins, pèrgoles i alberques, on sobresurt la Font de la Venus de Fréjus, dissenyada per Adolf Florensa. Presenta un petit estany polilobulat i un edicle amb un nínxol central amb l'escultura de Venus i rematat per un frontó amb una petxina, així com dues ales laterals de forma còncava i rematades amb volutes i gerros de pedra, separades del cos central per columnes faixades. L'estàtua de Venus és una còpia de la Venus de Fréjus  (Museu del Louvre), d'un estil derivat de Fídies, probablement de l'escultor Cal·límac. La còpia va ser realitzada pels Tallers Lena, una empresa fundada per l'italià Alberto Lena dedicada a la reproducció d'estàtues de l'antiguitat. Hi ha també una altra font enfront de la façana posterior de la casa, amb un estany de forma octogonal en el centre s'alça sobre un pedestal una columna amb dues tasses rematada per un angelot amb un dofí a les mans, còpia d'una obra d'Andrea del Verrocchio.
També cal destacar el  Monument a Ramon Pla i Armengol , situat a prop de l'anterior font, format per un monòlit amb una placa amb l'efígie de l'homenatjat, al centre d'un banc semicircular de terracota rematat en els laterals amb unes figures de lleons alats. Hi ha també una estàtua d'una figura femenina al costat d'una gerra que es desborda, un aiguadera, còpia de la Nimfa de la Petxina d'Antoine Coysevox. Completen el conjunt una escultura d'un cavall i una altra de tres faunes infants, així com diversos gerros de terracota tipus  Mèdici  amb relleus d'estil grec.

### Biodiversitat
En el seu discurs, l'alcadessa Ada Colau va dir que aquests jardins eren una peça clau del corredor verd Ciutadella - Collserola, un projecte que pretén comunicar diversos espais verds de la ciutat per connectar mar i muntanya i facilitar la migració de la flora i la fauna entre els diferents espais naturals de l'entorn urbà. Durant el procés de rehabilitació s'hi van plantar un centenar d'arbres de vint espècies i uns 112.000 arbusts de 140 espècies diferents. També s'hi van habilitar quatre basses d'aigua com a «refugi de fauna», per fomentar la biodiversitat (ocells, insectes, amfibis). Amb el mateix propòsit s'hi va col·locar una caixa per a ratpenats. D'altra banda, s'hi van plantar 33 horts urbans, gestionats pels veïns, amb una superfície total de més de 3.200 m² i una àrea de conreu de 1.215 m².
Als jardins hi ha diferents hàbitats: els bancals agrícoles de l'antic Institut, format principalment per garrofers (Ceratonia siliqua), oliveres (Olea europaea) i tarongers (Citrus sinensis), i també un prat d'espècies herbàcies i arbustives, com la camamilla (Matricaria chamomilla), l'espernallac (Santolina chamaecyparissus) i el timó blanc (Teucrium polium), unes espècies que desperten l'interès d'ocells i insectes pol·linitzadors com el verderol (Carduelis chloris), l'Abella de la mel (Apis mellifera) i la papallona reina (Papilio machaon). El bosc mediterrani, compost principalment per alzinars i pinedes, i per matolls com brolles, garrigues i màquies, amb un sotabosc d'espècies com l'arboç (Arbutus unedo), el marfull (Viburnum tinus), la vidiella (Clematis flammula), l'estepa blanca (Cistus albidus), el llentiscle (Pistacia lentiscus), la ginesta blanca (Retama monosperma) i el garric (Quercus coccifera), que fomenten la presència d'ocells com el pit-roig (Erithacus rubecula), el raspinell comú (Certhia brachydactyla), la mallerenga carbonera (Parus major), la merla (Turdus merula), el tudó (Columba palumbus) o el tallarol de garriga (Sylvia cantillans). Ambients humits, que inclouen espècies arbòries com el lledoner (Celtis australis), el pollancre (Populus nigra) i la sarga (Salix eleagnos), arbustives com l'arç blanc (Crataegus monogyna), el sanguinyol (Cornus sanguinea), l'aloc (Vitex agnus-castus ), i herbàcies com la salicària (Lythrum salicaria) i el lliri groc (Iris pseudacorus), i a més ocells, amfibis i insectes com la cuereta blanca (Motacilla alba), la libèl·lula emperador (Anax imperator) i el tòtil (Alytes obstetricans). I un jardí de plantes aromàtiques, que inclou l'espígol (Lavandula angustifolia), la sàlvia (Salvia officinalis), la sempreviva (Helichrysum stoechas), la menta (Melissa officinalis), el romaní (Rosmarinus officinalis) i la farigola (Thymus vulgaris), entre d'altres, que afavoreixen la presència d'abelles i papallones, i també de petits rèptils com la sargantana marró (Podarcis liolepis).

## Galeria

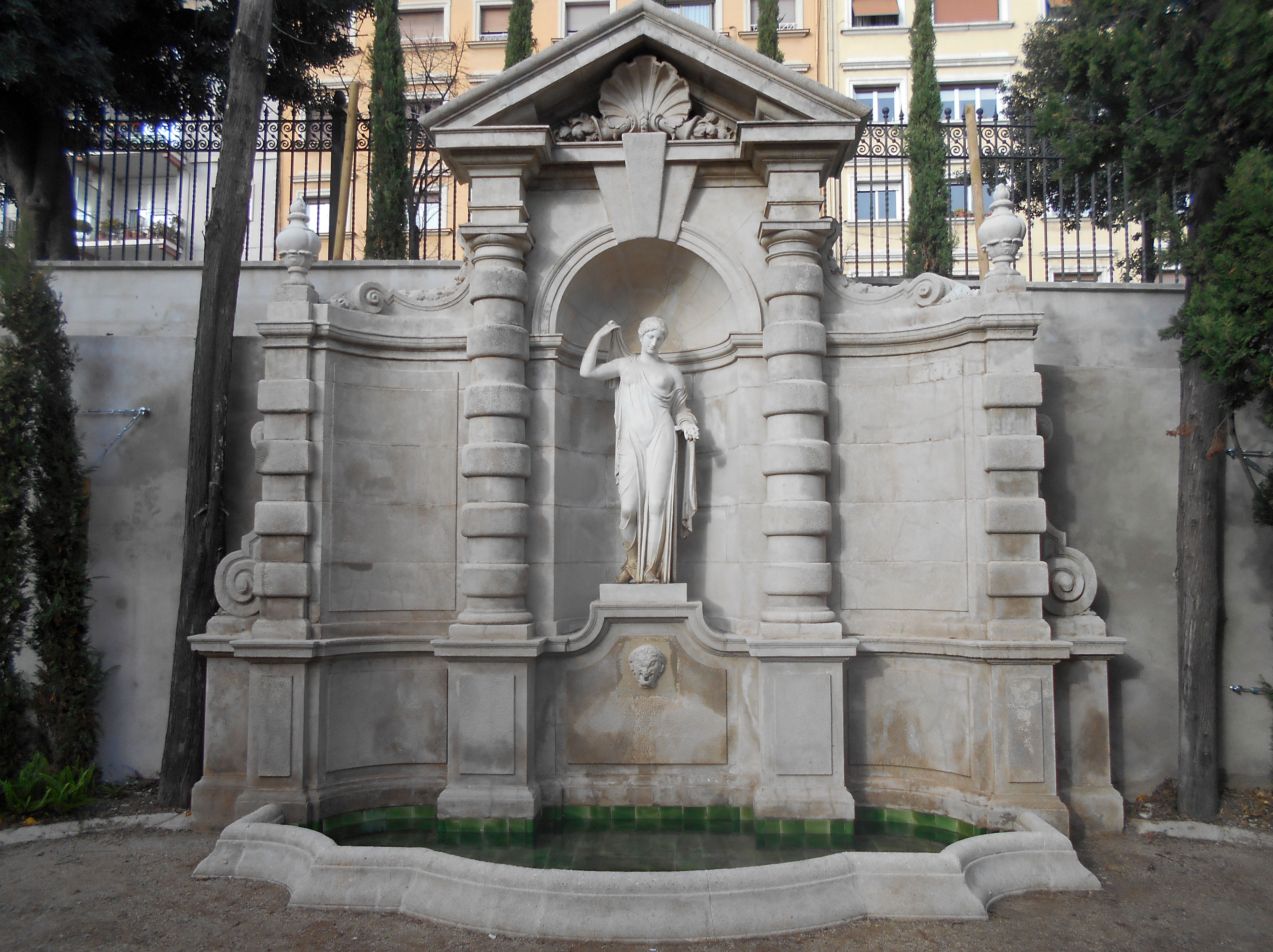
Font de la Venus de Fréjus, d'Adolf Florensa
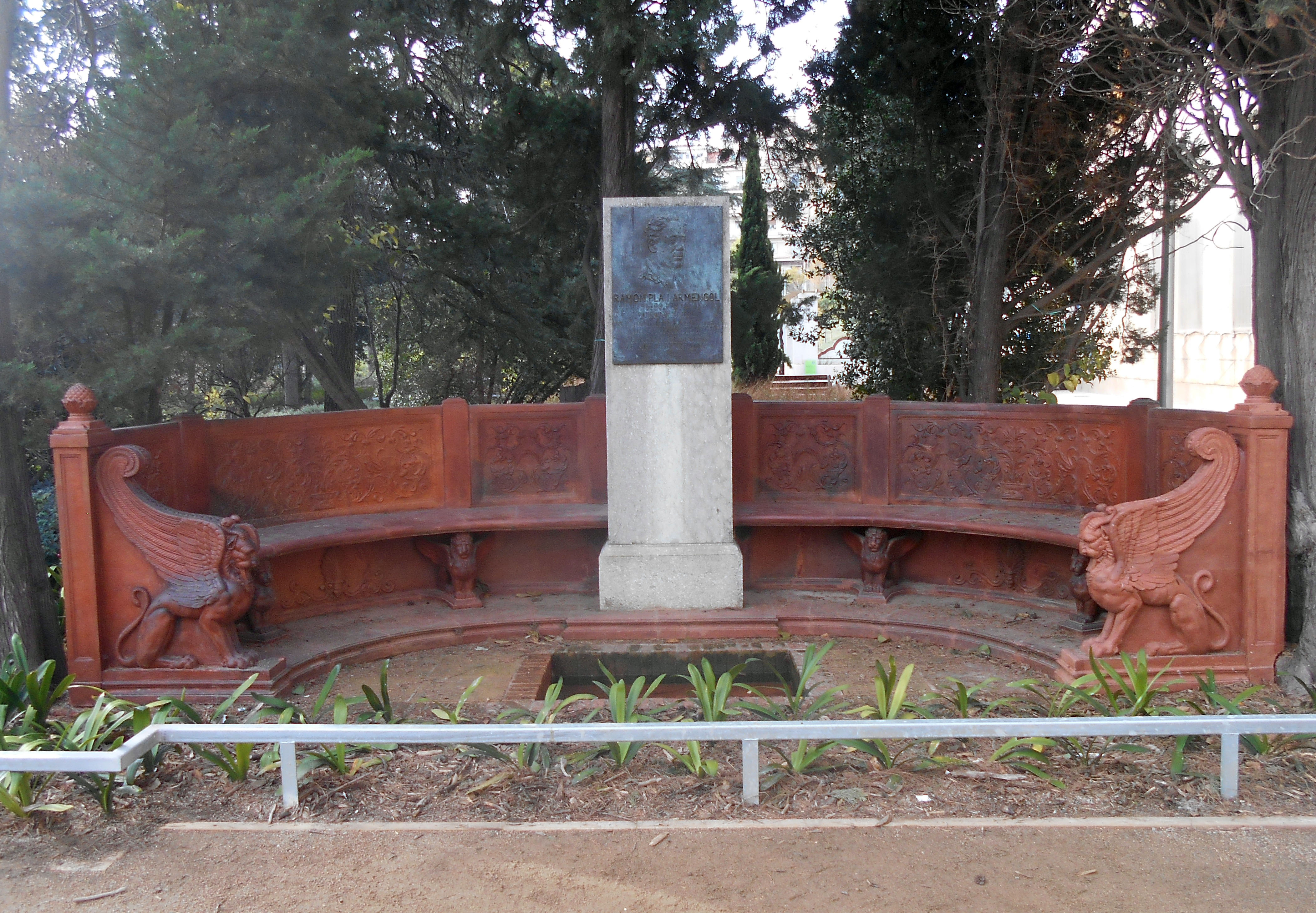
Monnument al Doctor Pla i Armengol
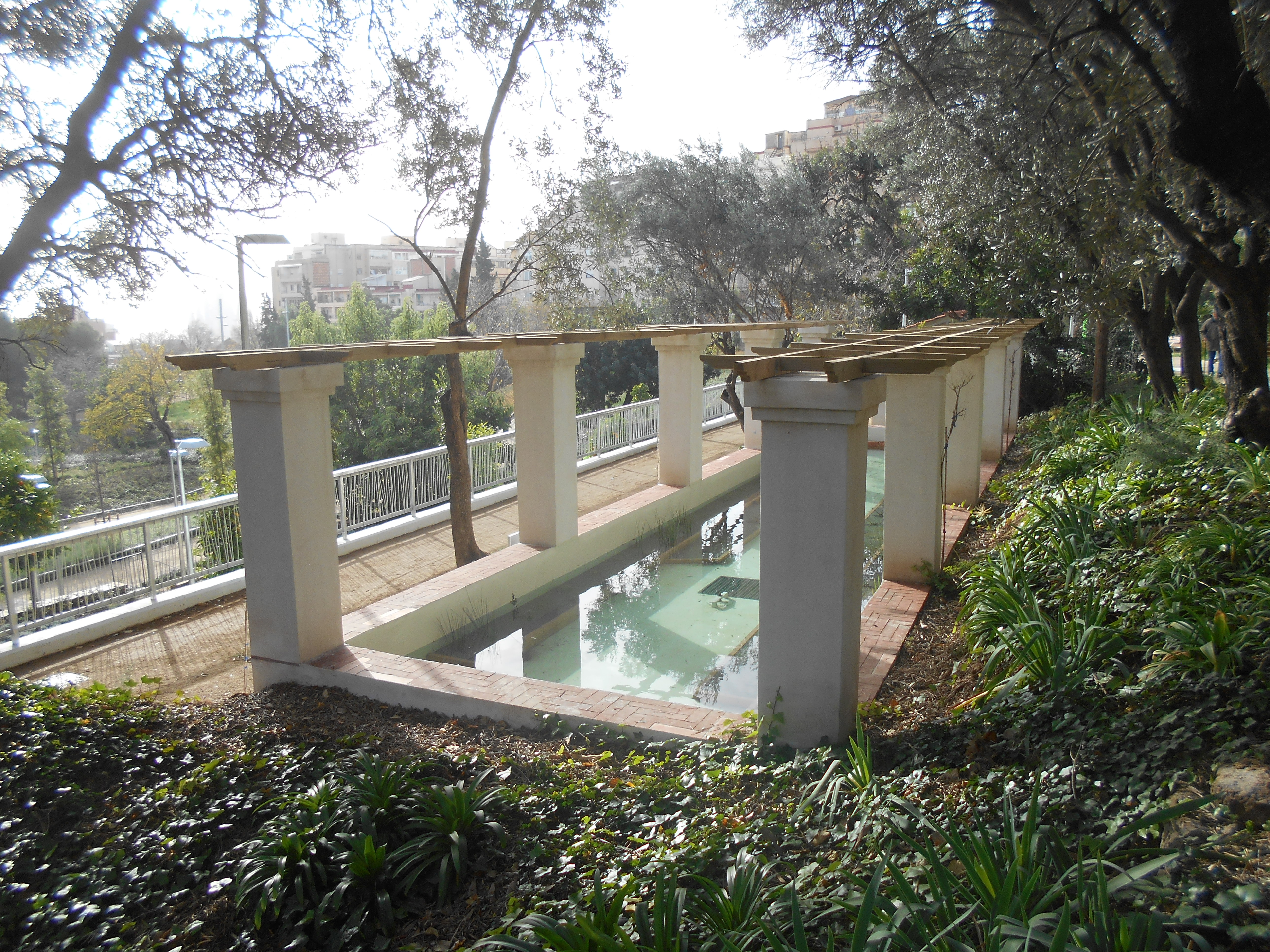
Un dels safareigs del jardí
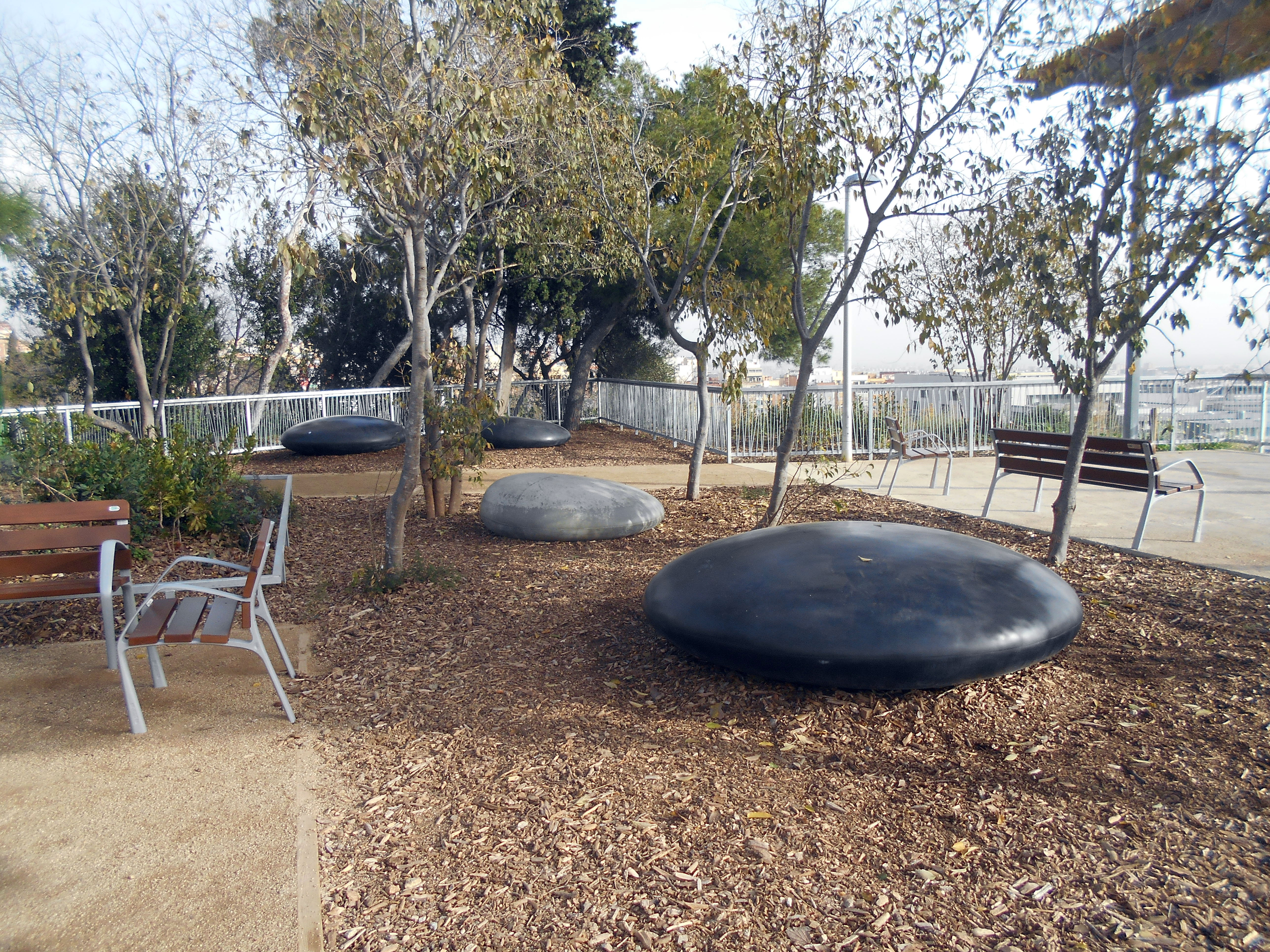
Bancs del jardí
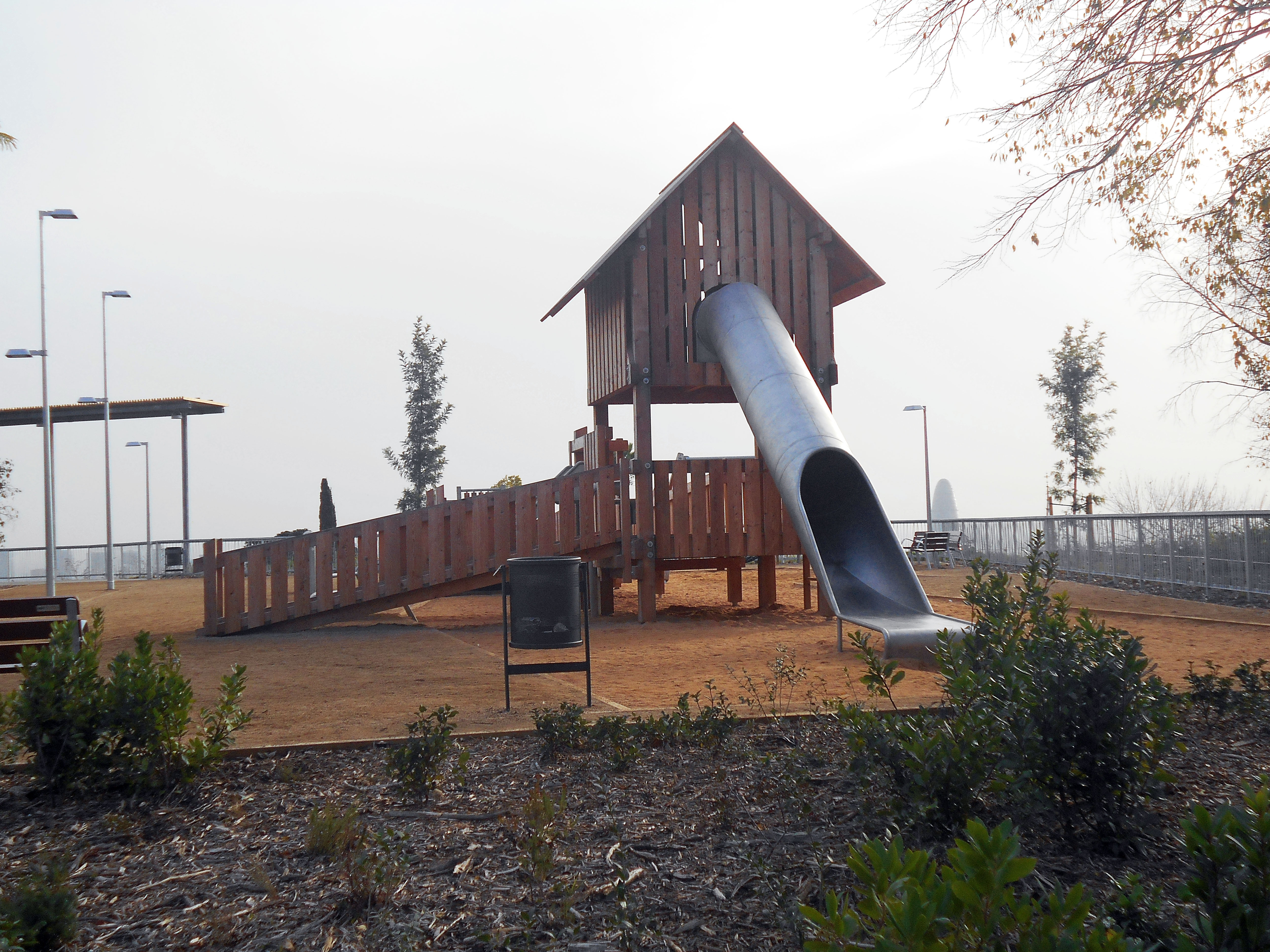
Zona infantil
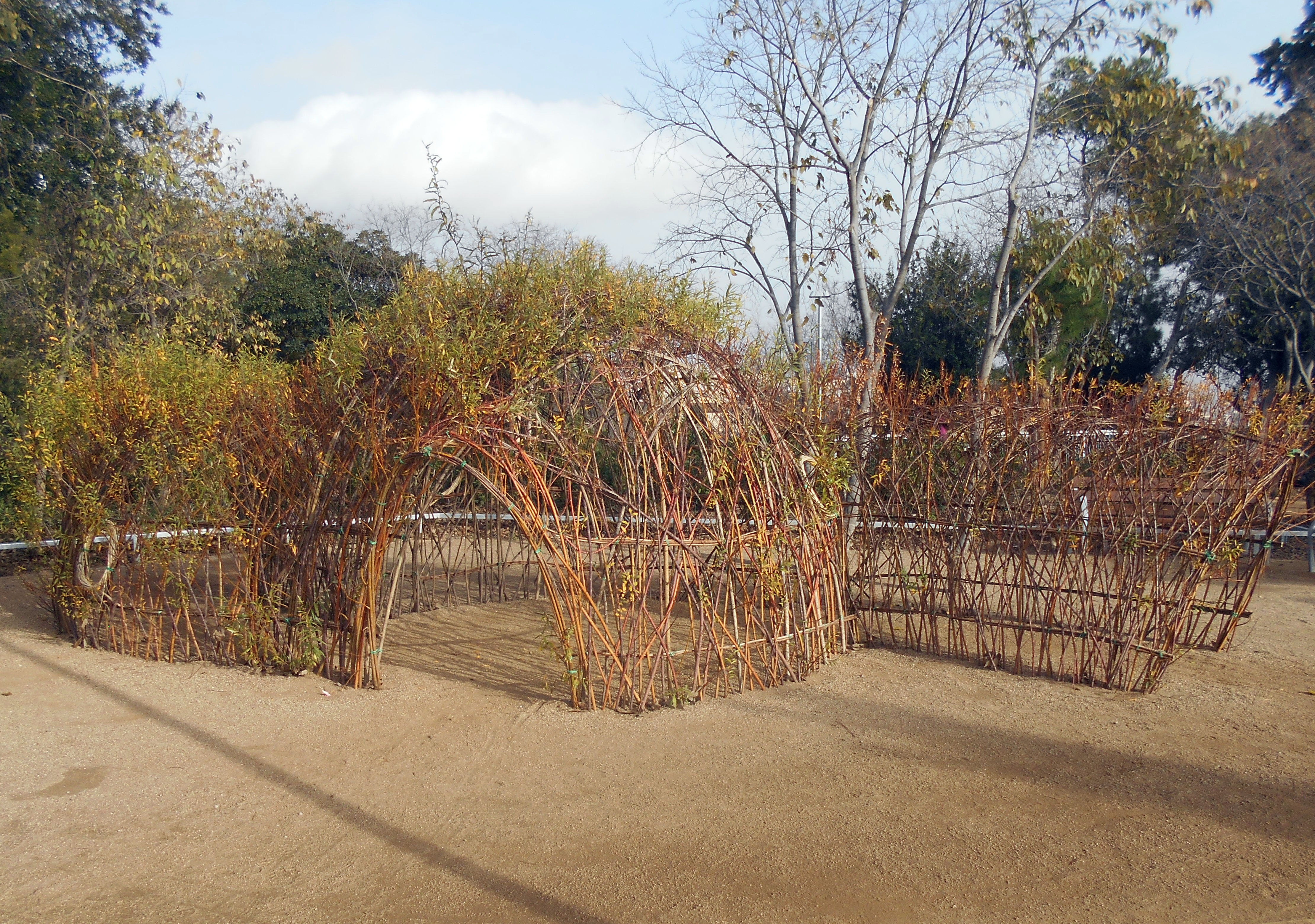
Iglú de troncs de salze
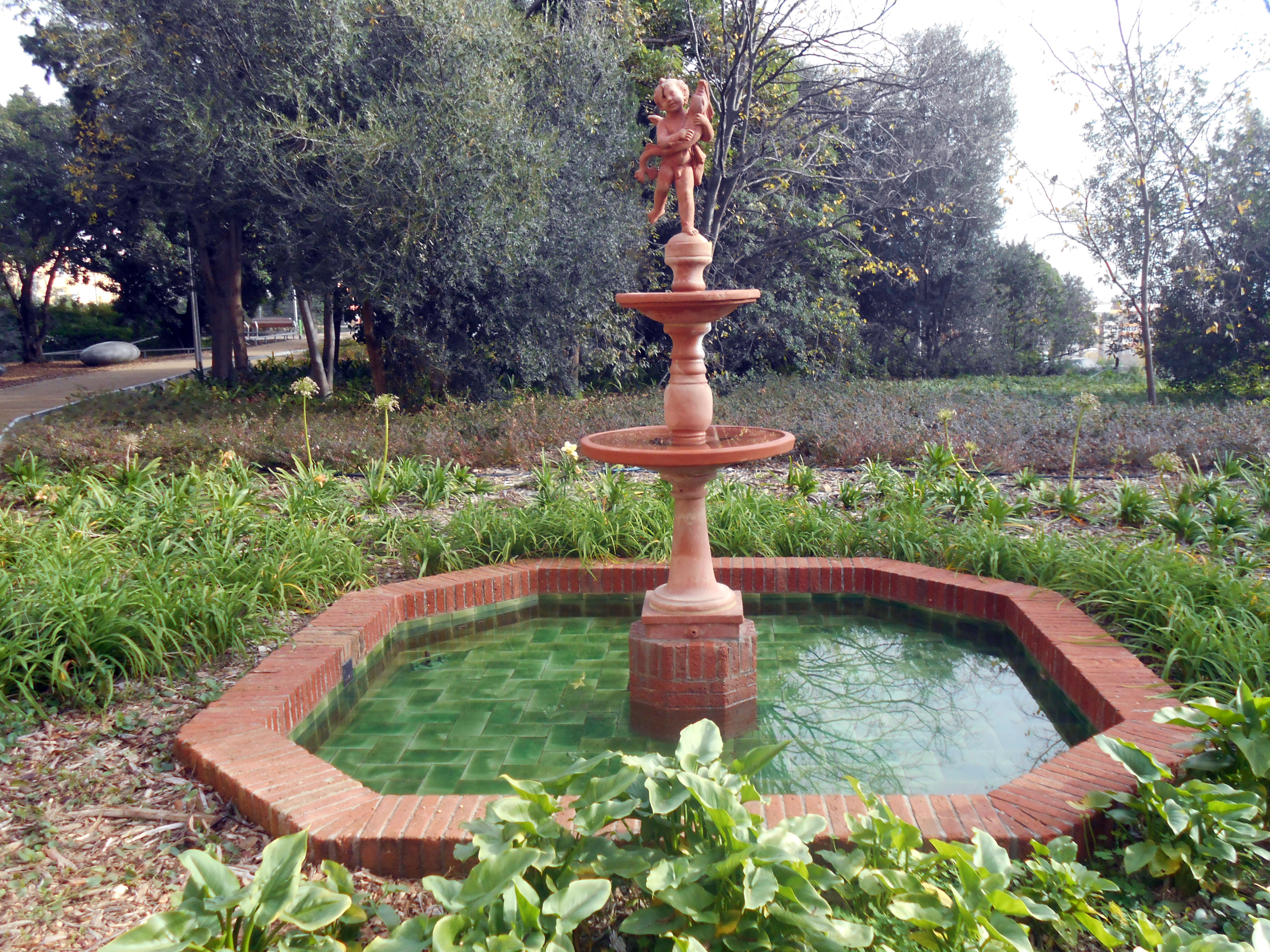
Estany octogonal
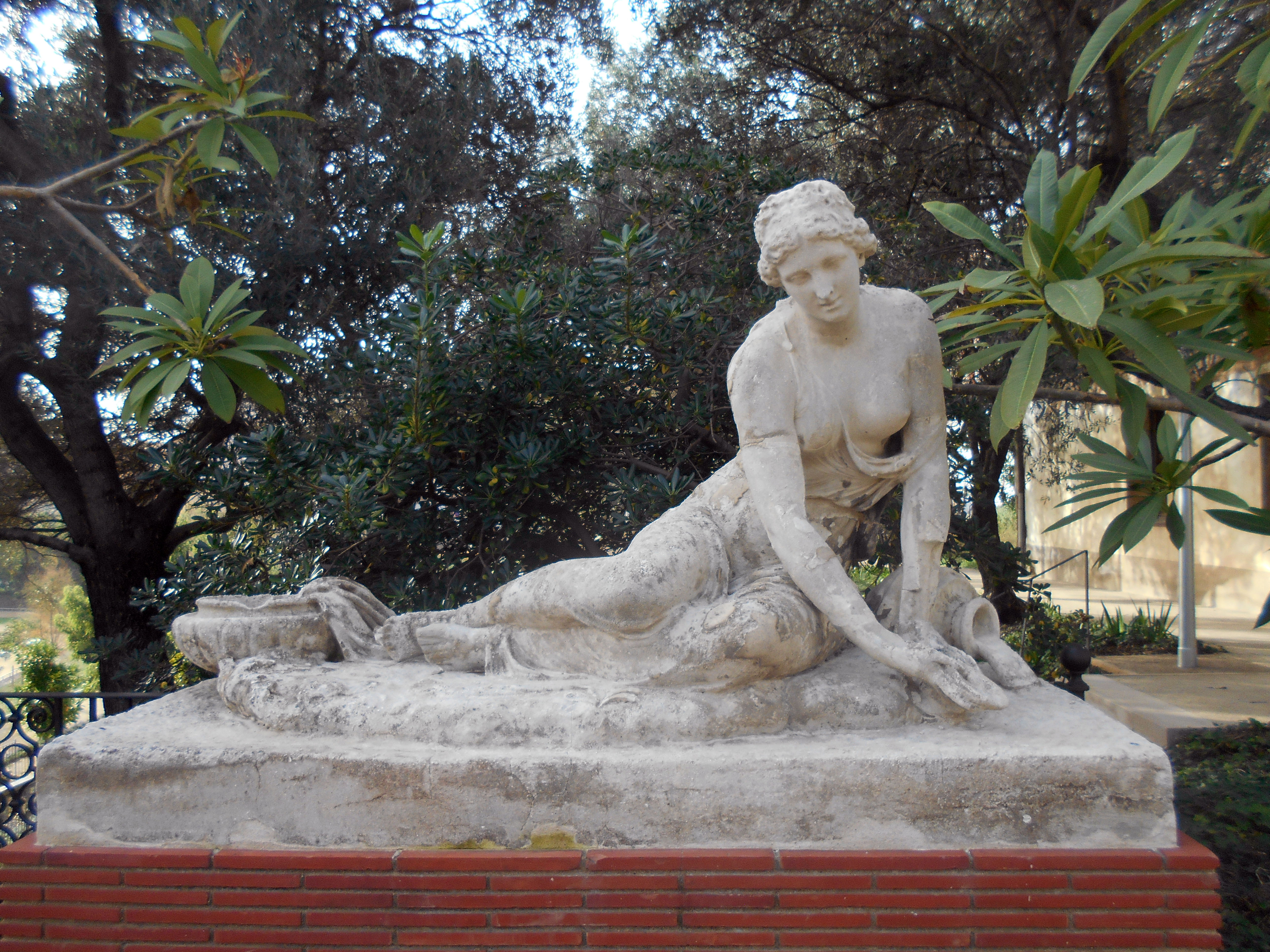
Estàtua femenina
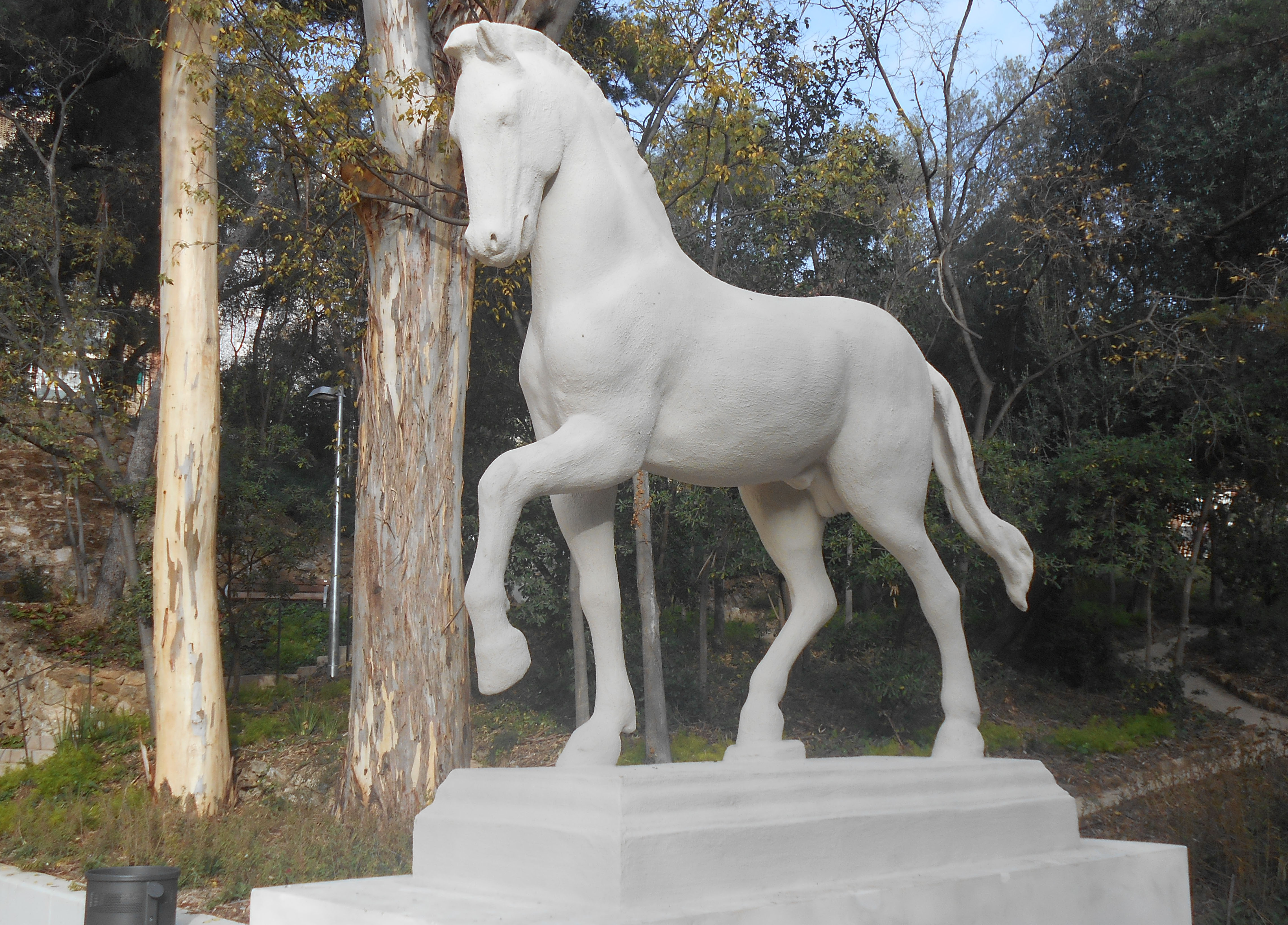
Estàtua d'un cavall
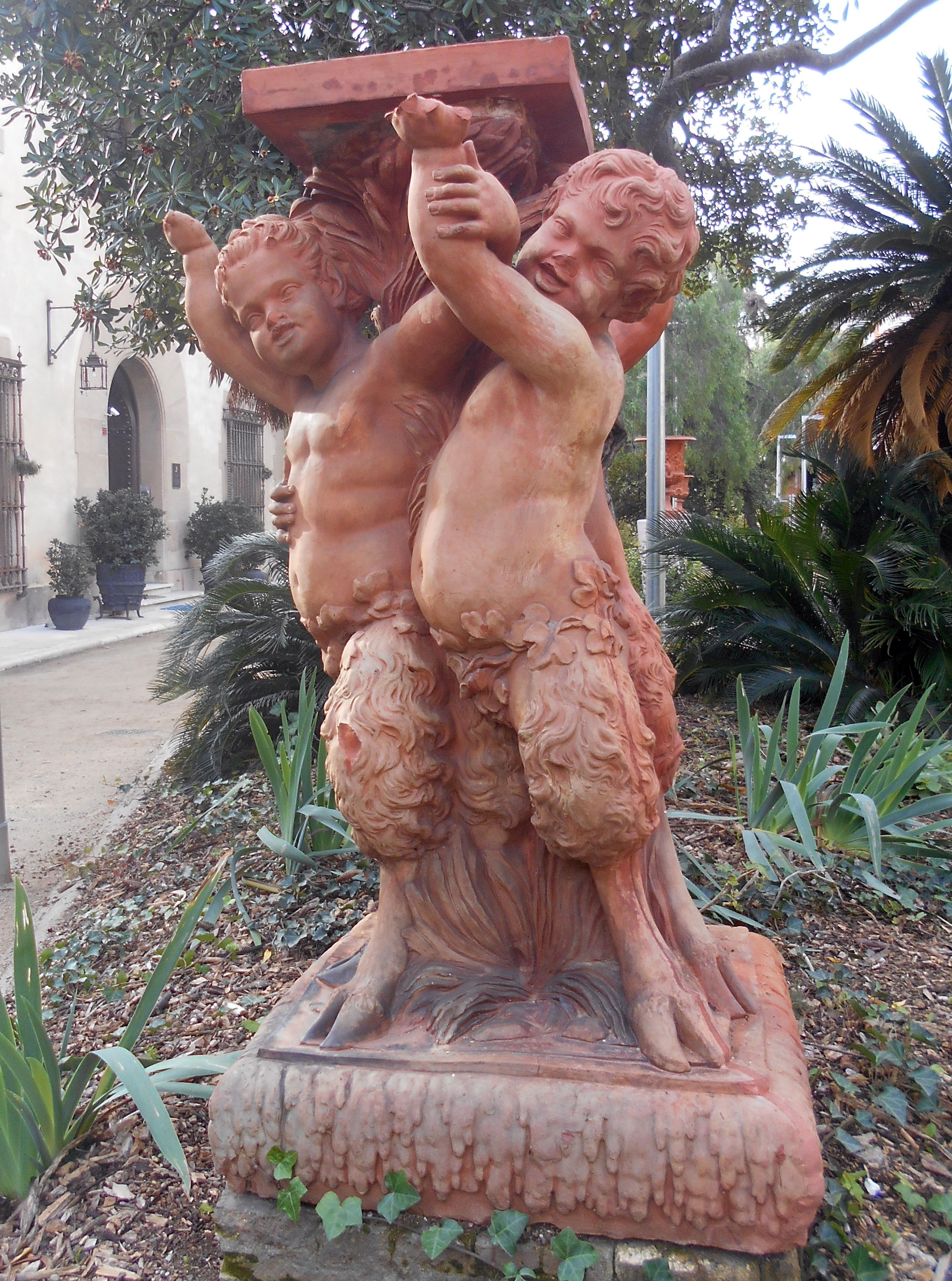
Estàtua de sàtirs